# Chthonius cephalotes
Espèce
Synonymes
- Blothrus cephalotes Simon, 1875

Chthonius cephalotes est une espèce de pseudoscorpions de la famille des Chthoniidae.

## Distribution
Cette espèce est endémique des Bouches-du-Rhône en France. Elle se rencontre dans la grotte des Baux dans le massif des Alpilles.

## Description
L'holotype mesure 3 mm.

## Publication originale
- Simon, 1875 : Note sur quelques Arachnides rencontrés par M. Abeille de Perrin dans une grotte près du village des Baux et description d'une espèce nouvelle (Blothrus cephalotes). Annales de la Société Entomologique de France, sér. 5, vol. 5, p. ccvi-ccvii (texte intégral).